# Parafia Przemienienia Pańskiego w Hołodolinie
Parafia pw. Przemienienia Pańskiego w Hołodolinie – rzymskokatolicka parafia należąca do  dekanatu Korycin, archidiecezji białostockiej, metropolii białostockiej.

## Obszar parafii

### Miejscowości i ulice
W granicach parafii znajdują się miejscowości:

- Hołodolina,
- Kizielewszczyzna,
- Kopciówka,
- Olszanka,
- Piątak,
- Połomin,
- Połomin-Kolonia,
- Wólka,
- Sucha Góra,
- Tablewo,
- Zielony Gaj.